# Championnat des Îles Turques-et-Caïques de football
Le Championnat des Îles Turques-et-Caïques de football, plus connu sous l'appellation Provo Premier League, est une compétition placée sous l'égide de la Fédération des Îles Turques-et-Caïques de football.

## Équipes en 2022-2023
| \| Providenciales : AFC Academy (en) Beaches FC (en) Blue Hills FC Flamingo FC SWA Sharks (en) Providenciales \| Localisation des équipes engagées. |
| Providenciales : AFC Academy (en) Beaches FC (en) Blue Hills FC Flamingo FC SWA Sharks (en) Providenciales                                          |

| Équipe           | Ville (île)                             | Stade                       |
| ---------------- | --------------------------------------- | --------------------------- |
| AFC Academy (en) | Providenciales (Providenciales)         | TCIFA National Academy (en) |
| Beaches FC (en)  | Venetian Road (Providenciales)          | TCIFA National Academy      |
| Flamingo FC      | Five Cays & Blue Hills (Providenciales) |                             |
| Teachers FC      |                                         |                             |
| SWA Sharks (en)  | Grace Bay (Providenciales)              | TCIFA National Academy      |

## Palmarès
- 1999 : Tropic All Stars (en)
- 2000 : Masters FC
- 2001 : SWA Sharks (en)
- 2002 : Beaches FC (en)
- 2002-2003 : Caribbean All Stars
- 2003-2004 : KPMG United (en)
- 2004-2005 : KPMG United (en)
- 2005-2006 : Cost Right
- 2006-2007 : Beaches FC (en)
- 2007-2008 : PWC Athletic (en)
- 2008-2009 : Digi FC
- 2009-2010 : AFC Academy (en)
- 2010-2011 : Provopool FC
- 2012 : Cheshire Hall (en)
- 2013 : Cheshire Hall (en)
- 2014 : AFC Academy (en)
- 2014-2015 : AFC Academy (en)
- 2016 : AFC Academy (en)
- 2017 : Beaches FC (en)
- 2018 : Academy Jaguars (en)
- 2019 : Academy Jaguars (en)
- 2019-2020 : SWA Sharks (en)
- 2021-2022 : SWA Sharks (en)
- 2022-2023 : SWA Sharks (en)
- 2023-2024 :  Academy Eagles (en)

### Bilan par club
| Rang | Équipes             | Titre(s) | Année(s)                                               |
| ---- | ------------------- | -------- | ------------------------------------------------------ |
| 1    | AFC Academy (en)    | 7        | 2009-2010, 2014, 2014-2015, 2016, 2018, 2019, 2023-24. |
| 2    | SWA Sharks (en)     | 4        | 2001, 2019-2020, 2021-2022 et 2022-2023.               |
| 3    | KPMG United (en)    | 3        | 2003-2004, 2004-2005 et 2007-2008.                     |
| 3    | Beaches FC (en)     | 3        | 2002, 2006-2007 et 2017.                               |
| 5    | Cheshire Hall (en)  | 2        | 2012 et 2013.                                          |
| 5    | Caribbean All Stars | 2        | 1999 et 2002-2003.                                     |
| 7    | Cost Right          | 1        | 2005-2006.                                             |
| 7    | Digi FC             | 1        | 2008-2009.                                             |
| 7    | Masters FC          | 1        | 2000.                                                  |
| 7    | Provopool FC        | 1        | 2010-2011.                                             |